# Église orthodoxe monténégrine
 (octobre 2011).
L'Église orthodoxe monténégrine ou Église orthodoxe du Monténégro est une Église orthodoxe restaurée en 1993 qui se réclame l'héritière et la continuatrice de l'historique Église orthodoxe du Monténégro, autocéphale et canonique, supprimée en 1920. Le chef de l'Église porte le titre d'Archevêque de Cetinje et Métropolite du Monténégro, avec résidence à Cetinje, l'ancienne capitale royale. Le titulaire actuel est Boris Bojović depuis le 4 septembre 2023.

## Histoire
L'Église orthodoxe du Monténégro (en Monténégrin : Crnogorska Pravoslavna Crkva), plonge ses racines historique dans l'ancien diocèse de Zeta, connu bien plus tard sous le nom de Métropole du Monténégro, érigé en 1219 par Saint Savas, premier archevêque primat de l'Église orthodoxe serbe.
L'ancien diocèse de Zeta (Métropole du Monténégro), a commencé à se régir comme autocéphale, c'est-à-dire, canoniquement indépendant, entre la fin du XVe siècle et le début du XVIe siècle.
Dès l'année 1516, à la mort d'Ivan le Noir, l'évêque du Monténégro commença à exercer le gouvernement civil sur les tribus du Monténégro. En fait, son autorité était « supra-tribale », ce qui accordait aux Monténégrins qui habitait dans l'ancien Empire ottoman une certaine centralisation, non seulement spirituelle mais aussi gouvernementale. L'évêque du Monténégro était élu entre les différentes tribus, et à sa mort, sa succession était assurée par un membre d'une autre tribu, constituant ainsi une forme de gouvernement rotatif. Ce système était en usage jusqu'en 1697, date à laquelle s'est établie la dynastie épiscopale des Petrović-Njegoš, fondé par le Métropolite Danilo I. Cette dynastie particulière était possible grâce à la succession d'oncle à neveu, étant donné que les Évêques, étant moines, n'avaient pas d'enfants.
La Métropole orthodoxe du Monténégro était indépendante autant de l'Église serbe que du Patriarcat de Constantinople, tous les deux étroitement contrôlés par l'administration civile de l'Empire Ottoman, contre lequel luttaient les tribus slaves du Monténégro. Cette situation politique particulière garda l'Église de Monténégro, pendant quelques siècles, dans un certain isolement par rapport aux Églises orthodoxes voisines. Néanmoins, l'autocéphalie de facto dont l'Église du Monténégro jouissait est devenue formelle et reconnue canoniquement après l'abolition du patriarcat de Peć, en 1766.
Ce n'est ni un savant monténégrin ni un savant serbe qui expliquera de façon magistrale la situation ecclésiastique et politique de l'Église orthodoxe du Monténégro à cette époque, mais un des grands saints russes du XXe siècle, l'archevêque Saint Jean (Maximovich) de la ROCOR, qui a écrit à ce sujet : « ... [le Patriarcat Œcuménique]... arrivera au sommet de son expansion territoriale vers la fin du XVIIIe siècle. À ce moment-là, il s'étendait sur toute l'Asie Mineure, toute la Péninsule Balkanique avec ses îles voisines — à l'exception de Monténégro — car toutes le autres Églises indépendantes des Balkans avaient été dissoutes pour être annexées au Patriarcat Œcuménique. Le Patriarche Œcuménique avait reçu du Sultan turc, même avant la prise de Constantinople, le titre de « Millet Bash », c'est-à-dire « tête du peuple », et donc tête de la totalité de la population orthodoxe de l'Empire Turc ».
Dans ce contexte, il devient évident pourquoi autant le Patriarcat Serbe que le Patriarcat de Constantinople ne reconnurent pas pendant plusieurs siècles l'indépendance de l'Église Monténégrine.
Une des particularités les plus saillantes de l'Église monténégrine de l'époque du Vladikat (gouvernement des évêques ou vladikas) réside dans le fait que son Métropolite exerçait authentiquement la plus haute autorité civile, fait inédit dans toute l'Europe orthodoxe. L'Église du Monténégro maintient avec succès un gouvernement théocratique pendant plus de trois siècles, tout en montrant une grande tolérance religieuse[réf. nécessaire]. Des petites chapelles construites pendant cette époque — il en reste quelques-unes — ont deux autels, l'un d'eux orthodoxe et l'autre catholique. Ces chapelles ont été érigées pour l'usage commun des deux communautés chrétiennes, qui étaient menacées par les Turcs islamiques.
Une autre particularité est l'activité guerrière de quelques évêques et moines, fait étranger à la tradition byzantine des peuples voisins. Saint Pierre de Cetinje était célèbre car il commandait personnellement son armée pendant les batailles.
Les clercs séculiers (prêtres mariés) n'avaient pas d'anterí (soutane), ni barbe, jusqu'à la fin du XIXe siècle, car, étant donné le faible peuplement de la terre monténégrine, ils devaient combattre souvent personnellement contre les Turcs pour défendre les leurs. Donc, les prêtres devaient s'habiller comme des laïcs, porter des armes et la moustache monténégrine traditionnelle pour ne pas être identifiés comme prêtres par l'envahisseur islamique[réf. nécessaire]. S'ils étaient faits prisonniers, la prêtrise serait cause de longues séances de torture avant l'exécution.
Les arguments historiques à la base de la constitution légale de l'Église orthodoxe du Monténégro ont été exposés par le savant Valtazar Bogišić affirmant : « L'Église orthodoxe monténégrine est une Éparchie indépendante et autocéphale, qui n'a pas d'autre lien légal avec les autres Églises Autocéphales que la paix et l'amour ». Dans le même sens s'exprimait l'historien et canoniste orthodoxe très respecté, Dr. Nikodin Milas. Il fait mention du Catalogue appelé Syntagma (publié à Athènes en 1855 avec le consentement du Patriarcat de Constantinople), où se trouve la liste de toutes les Églises orthodoxes reconnues à l'époque : la « Métropole Autocéphale du Monténégro (Autokefalna Mitropolija Crnogorska) » se trouve à la neuvième place.
Quelques historiens serbes, dont le Professeur Cupic[Qui ?], distinguent deux périodes dans l'historie de l'Église orthodoxe autocéphale du Monténégro : la première période correspond au temps antérieur à la reconnaissance de son indépendance de la part du Saint Synode de l'Église orthodoxe russe ; la deuxième période correspond à sa pleine indépendance après cette reconnaissance.
La plus grande majorité de savants qui ont écrit sur ce sujet sont d'accord en ce que « avec l'abolition du Patriarcat de Peć, en 1766, Sava II Petrović-Njegoš s'est proclamé Métropolite indépendant, et l'Église Orthodoxe de Monténégro continua à réaliser ses activités indépendantes avec le soutien de l'Église orthodoxe russe, qui reconnut son autocéphalie pendant le règne de Petar I Petrović-Njegoš. Ceci explique pourquoi les Métropolites monténégrins recevaient leur consécration épiscopale dans la ville russe de Saint-Pétersbourg, et non en Serbie.
Le dernier Métropolite de la dynastie Petrović-Njegoš a été le Vladika Petar II Petrović-Njegoš, qui gouverna de 1830 à 1851. À sa mort s'est éteinte la dernière théocratie européenne, à l'exception de l'État du Vatican. Au Métropolite Petar II a succédé son neveu Danilo, qui refusa d'être consacré évêque et assuma son gouvernement comme prince séculier (Knjaz). À partir du gouvernement du Knjaz Danilo l'Église et l'État se sont séparés.
Avec le processus de formation du royaume de Yougoslavie, l'Église du Monténégro, ancestrale et indépendante, fut obligée de se dissoudre dans le Patriarcat serbe, sous le gouvernement du régent serbe Aleksandar Karađorđević en 1920. Le royaume même du Monténégro disparaissait, intégré dans le royaume de Yougoslavie. Dans ce contexte politique, l'Église orthodoxe monténégrine disparaît de l'histoire. Le dernier Métropolite de l'Église orthodoxe monténégrine de cette période fut le Vladika Mitrophan Ban.

### Histoire récente
Dans le cadre de la désintégration de la Yougoslavie, commence en 1993 le premier mouvement pour la restauration de l'Église orthodoxe du Monténégro, 73 ans après sa disparition. Son premier Métropolite est le Vladika Antonije (Antonio), qui accomplit ses fonctions pastorales dans l'Église orthodoxe monténégrine entre 1993 et 1996. Le Métropolite Antonije est un moine monténégrin tonsuré en 1933 dans le Monastère de Visoki Dečani (Kosovo), et pendant plusieurs années il exerce son travail pastoral à l'intérieur de l'Église orthodoxe de Serbie. En 1961 il prend le chemin de l'exil, et il a été au service de l'Église orthodoxe en Amérique OCA au Canada, d'où il retourna au Monténégro pour entreprendre la restauration de l'Église.
En 1997, après sa mort, lui succéda l'Archimandrite Mihailo, un autre clerc monténégrin qui exerçait son travail pastoral à Rome, à la Cathédrale Saint André du Patriarcat Œcuménique.  La consécration épiscopale a eu lieu le 15 mars à Sofia. Peu de temps après cette consécration, le schisme de l'Église bulgare a été dépassé, et les évêques consécrateurs de Vladika Mihailo furent acceptés à l'intérieur du Patriarcat bulgare, où ils continuent jusqu'aujourd'hui à jouir de leur qualité d'évêques.
Le Métropolite Mihailo fut intronisé en Cetinje, l'ancienne capitale de Monténégro, le 31 octobre 1998. Après l'indépendance du pays en 2006, l'Église orthodoxe monténégrine s'est consolidée de façon substantielle.
Avec l'avènement de l'indépendance de Monténégro, l'Église orthodoxe monténégrine commença aussi un processus de consolidation de la diaspora. Le 31 octobre 2008, à l’occasion du dixième anniversaire de son intronisation à la tête de l’Église, le Métropolite Mihailo a consacré comme évêques Vladika Syméon (Minihofer), ancien membre du Synode grec du Vieux Calendrier de Kyprianos, Vladika Gervasio (Patarov), évêque de Nevrokop du Synode alternatif bulgare, et Vladika Gorazd comme évêque pour l'Argentine, où se trouve une communauté orthodoxe monténégrine organisée dans la province du Chaco.

## Relation avec d'autres Églises orthodoxes
(octobre 2012).
L'Église orthodoxe monténégrine garde des relations canoniques avec le patriarcat de Kiev et l'Église orthodoxe macédonienne.
L'Église serbe affirme que la République de Monténégro fait partie de son territoire canonique, en refusant catégoriquement l'existence de l'ancestrale Église orthodoxe monténégrine qui, pendant 500 ans, a veillé sur les âmes des fidèles orthodoxes de ce pays.[réf. nécessaire]
Le patriarcat serbe a souvent manié l'argument suivant : pendant le gouvernement du régent serbe Alexander, l'Église monténégrine aurait accepté d'être réduite à un simple diocèse. Mais on ne tient pas compte du fait que ceux qui signèrent l'acte l'ont fait dans le contexte d'un Monténégro occupé militairement, en processus de dissolution en tant qu'État, avec un roi en exil, et donc – on peut le supposer- agissant sans avoir une pleine liberté.[réf. nécessaire]
Actuellement, l'Église du Monténégro ne garde pas des relations canoniques avec l'Église orthodoxe serbe, ni – pour le moment- avec tous les autres patriarcats qui se solidarisent avec le patriarcat serbe.[réf. nécessaire]
L'Église monténégrine réclame actuellement quelque 600 temples occupés par l'Église serbe, qui pendant des siècles ont été propriété de l'Église de Monténégro, et plus d'un tiers de la population du pays lui reste fidèle, malgré ce désavantage objectif.

## Organisation
L'Église comprend cinq éparchies au Monténégro :
- Éparchie de Cetinje
- Éparchie de la Dioclée
- Éparchie de Kotor
- Éparchie d'Ostrog
- Éparchie de Berane

En 2008 a été érigée une Éparchie d'Argentine (une communauté orthodoxe organisée existe dans la province du Chaco).
En 2010, le Synode de l'Église est composé de trois membres :
- Mihailo de Cetinje et du Monténégro.
- L'archevêque Symeon de Kotor
- L'évêque Gorazd, pour l'Éparchie d'Argentine.